# Brévands
Brévands est une ancienne commune française, située dans le département de la Manche en région Normandie, devenue le 1er janvier 2017 une commune déléguée au sein de la commune nouvelle de Carentan-les-Marais.
Elle est peuplée de 305 habitants.

## Géographie
| Mer de la Manche (estuaire de la Douve) | Mer de la Manche (baie des Veys)          | Mer de la Manche (baie des Veys)              |
| Vierville (comm. nouv. de Carentan-les-Marais), Angoville-au-Plain (comm. nouv. de Carentan-les-Marais), Saint-Côme-du-Mont (comm. nouv. de Carentan-les-Marais) | Brévands                                  | Les Veys (comm. nouv. de Carentan-les-Marais) |
| Saint-Hilaire-Petitville (comm. nouv. de Carentan-les-Marais) | Catz (comm. nouv. de Carentan-les-Marais) | Les Veys (comm. nouv. de Carentan-les-Marais) |

## Toponymie
Le nom de la localité est attesté sous les formes Bevrant en 1056, Bevrant au XIe siècle, Beverant en 1200, Bevran vers 1280, Bevrant en 1421 et 1497, Brevant en 1559, Brevans en 1759, Brevands en 1793.
La forme actuelle témoigne de la métathèse de [r] fréquente en toponymie et dans la langue française, en effet la forme initiale était Bevrant et non Brevant qui n'apparaît qu'au XVIe siècle, le t étymologique est remplacé par un d graphique au XVIIIe siècle et un s est ajouté tout aussi arbitrairement.
Certains toponymistes s'accordent pour voir dans l'élément Bevr- le nom du castor en gaulois, c'est-à-dire *bebros « castor », adapté en bas-latin sous la forme beber, d'où bievre « castor » en ancien français (distinct du latin classique fiber « castor »), d'autres hésitent à rattacher Brevands à beber.
La finale -ant semble correspondre à un élément *ant- pré-indo-européen. Albert Dauzat en fait état, en tant que racine hydronymique, pour expliquer deux noms de rivières identiques : l’Ante, affluent de l’Aisne dans la Marne (Antre 1153), et l’Ante, affluent de la Dives dans le Calvados (Antea 1300). Cet élément apparaît fréquemment en France sous la forme *ant-ia, soit seul (*Antia> Ance, nom de trois rivières du centre de la France), soit en tant que suffixe ou second élément d’un composé, avec le sens probable de « rivière, cours d’eau ». Il semblerait ici que l'on en ait une variante masculine ayant abouti à une forme gallo-romane *ANT-U, d'où un étymon *BEBR-ANT-U> Bevrant, dont le sens global serait « la rivière aux castors ». Ce nom a pu désigner le cours d'eau qui est aujourd'hui le canal de Carentan à la Mer, et où se mêlent les eaux de la Douve et de la Taute.
Le gentilé est Brévandais.

## Histoire

### Temps modernes
La famille de Malenfant, d'origine coutançaise, est venue s'établir dans la vicomté de Carentan et a tenu une partie de la seigneurie de Brévands avant de s'éteindre au XVIe siècle
La seigneurie a appartenu à la famille de La Luzerne de 1572 à 1744.
Pierre de La Luzerne, seigneur de Brévands, est nommé le 17 mai 1611 gentilhomme ordinaire de la chambre du roi Louis XIII, et sera en 1627 le 17e gouverneur du Mont-Saint-Michel. En 1662, est cité, Antoine de La Luzerne, marquis de Brévands et de Mandeville-Milharenc.

### Époque contemporaine
Le 1er janvier 2017, Brévands rejoint avec deux autres communes la commune de Carentan-les-Marais créée le 1er janvier 2016 par la fusion de quatre communes sous le régime juridique des communes nouvelles instauré par la loi no 2010-1563 du 16 décembre 2010 de réforme des collectivités territoriales. Les communes de Brévands, des Veys et de Saint-Pellerin deviennent des communes déléguées au même titre qu'Angoville-au-Plain, Carentan, Houesville et Saint-Côme-du-Mont réunies en 2016, et Carentan est le chef-lieu de la commune nouvelle.

## Politique et administration
| Période                                  | Période       | Identité              | Étiquette | Qualité              |
| ---------------------------------------- | ------------- | --------------------- | --------- | -------------------- |
| 1830                                     | 1835          | Louis Ange Gancel     |           |                      |
| 1835                                     | 1860          | Auguste Gancel        |           |                      |
| 1860                                     | 1865          | Louis Ange Gancel     |           |                      |
| 1865                                     | 1870          | Auguste Gancel        |           |                      |
|                                          |               |                       |           |                      |
| mars 1908                                | mars 1911     | Louis Sauvage         |           |                      |
| mars 1911                                | mars 1912     | Gustave Leclerc       |           |                      |
| mars 1912                                | décembre 1919 | Pierre Sauvage        |           |                      |
| décembre 1919                            | mai 1925      | Louis Gancel          |           |                      |
| mai 1925                                 | juillet 1928  | Jean-Baptiste Jaillet |           |                      |
| juillet 1928                             | mai 1935      | Eugène Sorin          |           | Agriculteur          |
| mai 1935                                 | mars 1951     | Louis Gancel          |           |                      |
| mars 1951                                | mars 1953     | Paul Bourdet          |           |                      |
| mars 1953                                | mars 1989     | Maurice Sorin         |           | Agriculteur          |
| mars 1989                                | juin 1995     | Louis Legastelois     |           | Instituteur          |
| juin 1995                                | mars 2001     | Philippe Mauger       | SE        | Agriculteur          |
| mars 2001                                | mars 2008     | Dominique Firmin      | SE        | Chauffeur laitier    |
| mars 2008                                | mars 2014     | Daniel Desmares-Marie | SE        | Militaire (retraité) |
| mars 2014                                | décembre 2016 | Jean-Marc Darthenay   | SE        | Électricien          |
| Les données manquantes sont à compléter. |               |                       |           |                      |

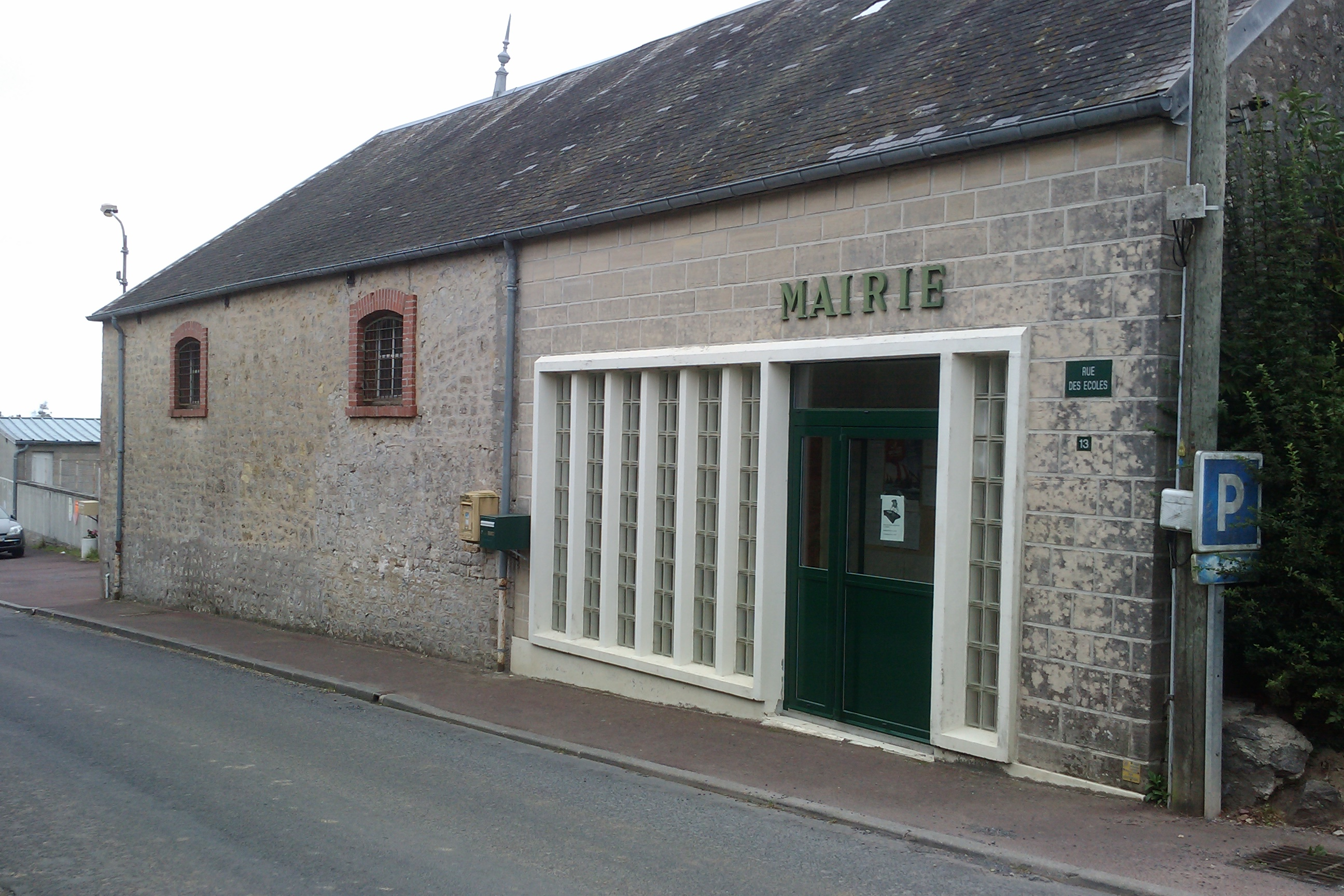
La mairie.

Le conseil municipal était composé de onze membres dont le maire et deux adjoints. Ces conseillers intègrent au complet le conseil municipal de Carentan-les-Marais le 1er janvier 2017 jusqu'en 2020 et Jean-Marc Darthenay devient maire délégué.

En 2007, la commune est l'une des deux seules en France (avec Saint-Jean-de-Minervois, dans l'Hérault) à placer le candidat CPNT, Frédéric Nihous[réf. nécessaire], en tête au premier tour de l'élection présidentielle (58 voix et 23,67 %, devant Nicolas Sarkozy, 52 voix et 21,22 %).

## Démographie
L'évolution du nombre d'habitants est connue à travers les recensements de la population effectués dans la commune depuis 1793. À partir du 1er janvier 2009, les populations légales des communes sont publiées annuellement dans le cadre d'un recensement qui repose désormais sur une collecte d'information annuelle, concernant successivement tous les territoires communaux au cours d'une période de cinq ans. 
Pour les communes de moins de 10 000 habitants, une enquête de recensement portant sur toute la population est réalisée tous les cinq ans, les populations légales des années intermédiaires étant quant à elles estimées par interpolation ou extrapolation. Pour la commune, le premier recensement exhaustif entrant dans le cadre du nouveau dispositif a été réalisé en 2007,.
En 2022, la commune comptait 305 habitants, en évolution de +0,66 % par rapport à 2016 (Manche : +0,44 %, France hors Mayotte : +2,49 %).
Brévands a compté jusqu'à 506 habitants en 1891.
| 1793 | 1800 | 1806 | 1821 | 1831 | 1836 | 1841 | 1846 | 1851 |
| ---- | ---- | ---- | ---- | ---- | ---- | ---- | ---- | ---- |
| 412  | 353  | 457  | 496  | 453  | 449  | 451  | 486  | 488  |

| 1856 | 1861 | 1866 | 1872 | 1876 | 1881 | 1886 | 1891 | 1896 |
| ---- | ---- | ---- | ---- | ---- | ---- | ---- | ---- | ---- |
| 465  | 460  | 483  | 443  | 476  | 443  | 479  | 506  | 474  |

| 1901 | 1906 | 1911 | 1921 | 1926 | 1931 | 1936 | 1946 | 1954 |
| ---- | ---- | ---- | ---- | ---- | ---- | ---- | ---- | ---- |
| 418  | 382  | 389  | 361  | 316  | 307  | 292  | 291  | 300  |

| 1962 | 1968 | 1975 | 1982 | 1990 | 1999 | 2006 | 2011 | 2016 |
| ---- | ---- | ---- | ---- | ---- | ---- | ---- | ---- | ---- |
| 291  | 296  | 241  | 272  | 294  | 318  | 351  | 331  | 303  |

| 2019 | - | - | - | - | - | - | - | - |
| ---- | - | - | - | - | - | - | - | - |
| 300  | - | - | - | - | - | - | - | - |

## Économie
La commune se situe dans la zone géographique des appellations d'origine protégée (AOP) Beurre d'Isigny et Crème d'Isigny.

## Culture locale et patrimoine

### Lieux et monuments

#### L'église Saint-Martin

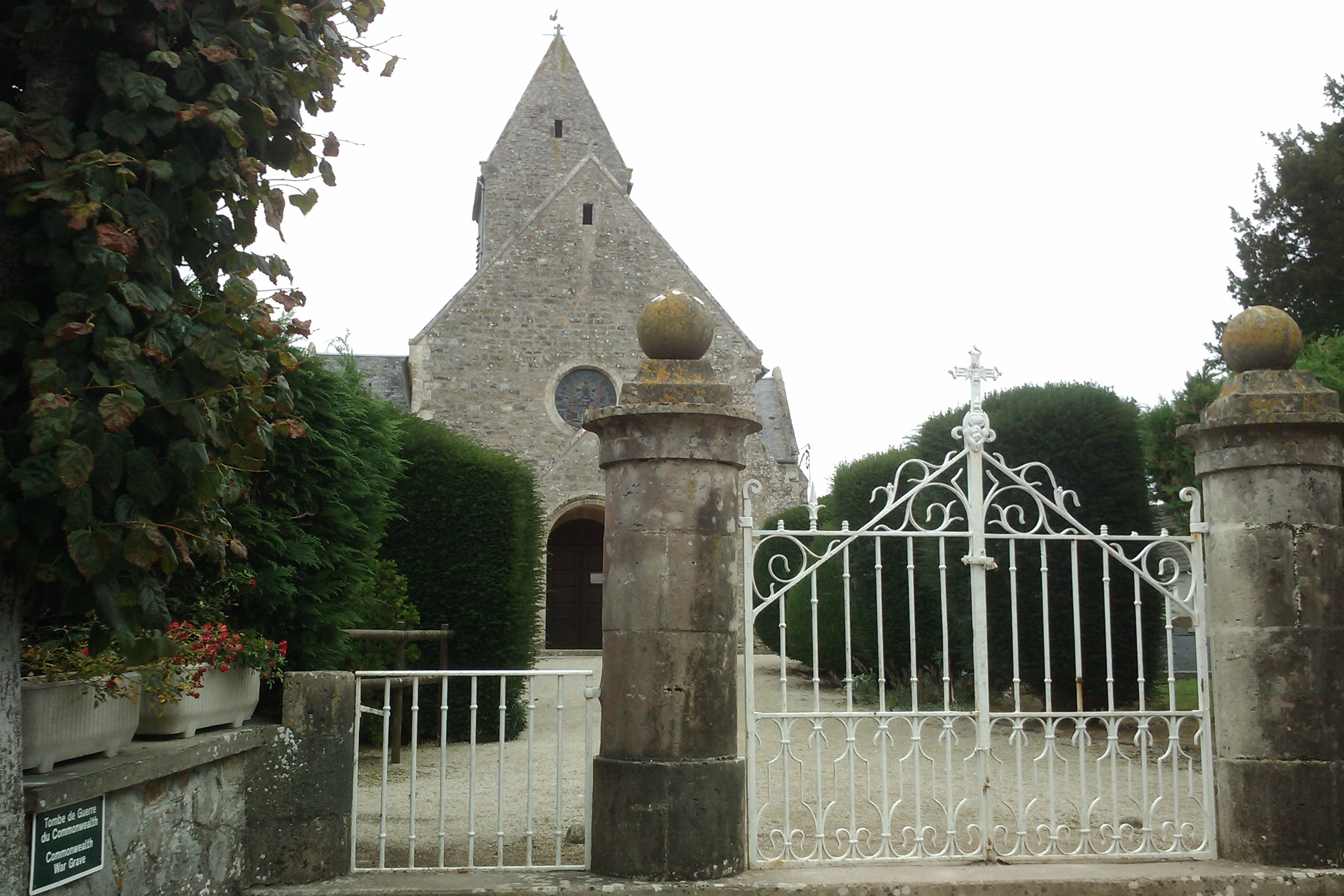
L'église Saint-Martin.

L'église Saint-Martin des XIIe, XVIIe – XIXe siècle-s, en partie romane est inscrite au titre des monuments historiques par arrêté du 13 juin 2002 et sa crypte souterraine dite chapelle Saint-Loup est classée au titre des monuments historiques par arrêté du 9 septembre 2002. L'église abrite un maître-autel et son retable du XVIIe, des salles du XVIIIe, une statue de saint Loup ou saint Fromond du XVIe, ainsi que les peintures murales qui décorent la crypte du XIIIe, œuvres classées au titre objet aux monuments historiques. L'église renferme également le gisant d'Anne du Mesnildot et son enfant (1632).

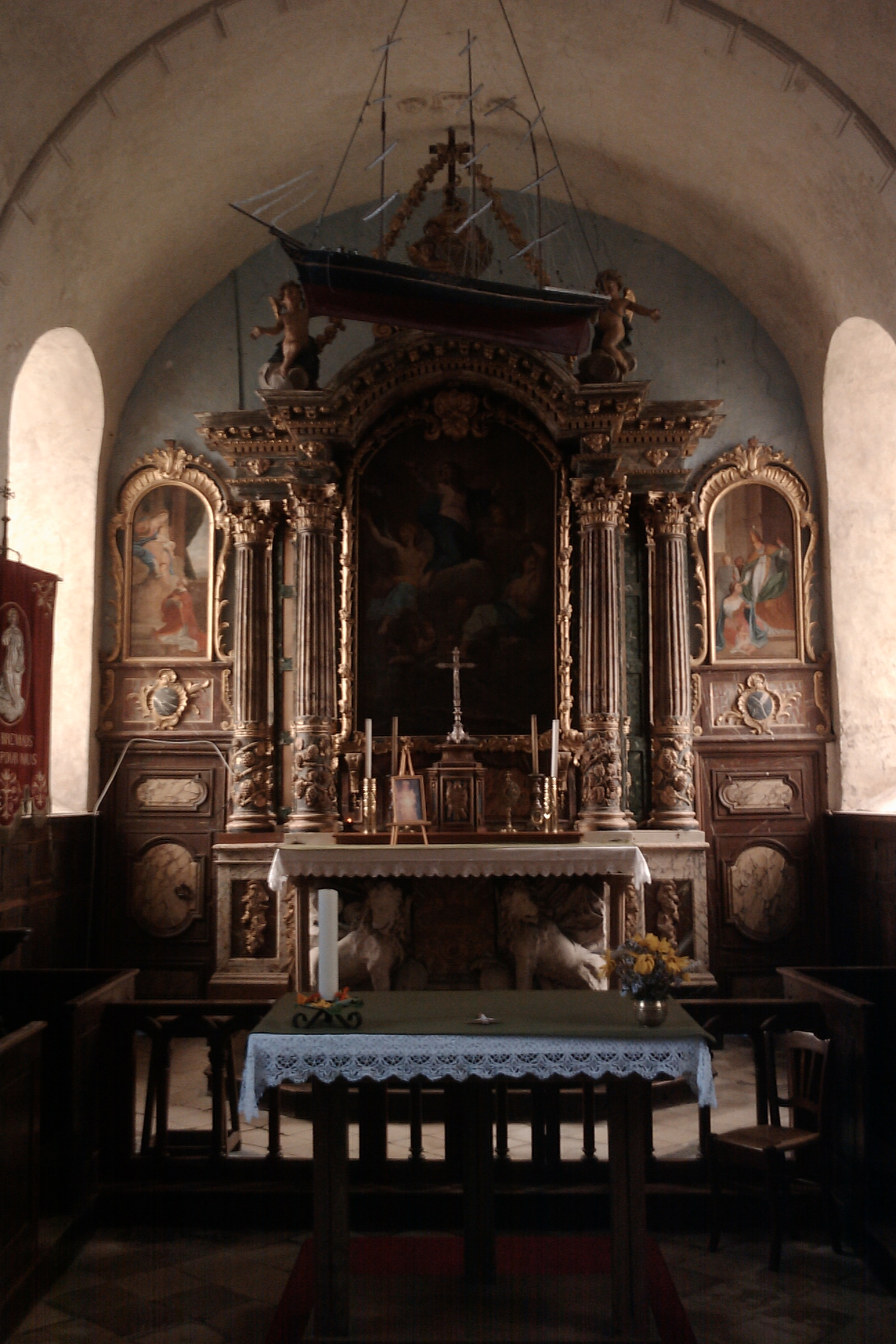
Le maître-autel, classé au titre objet.
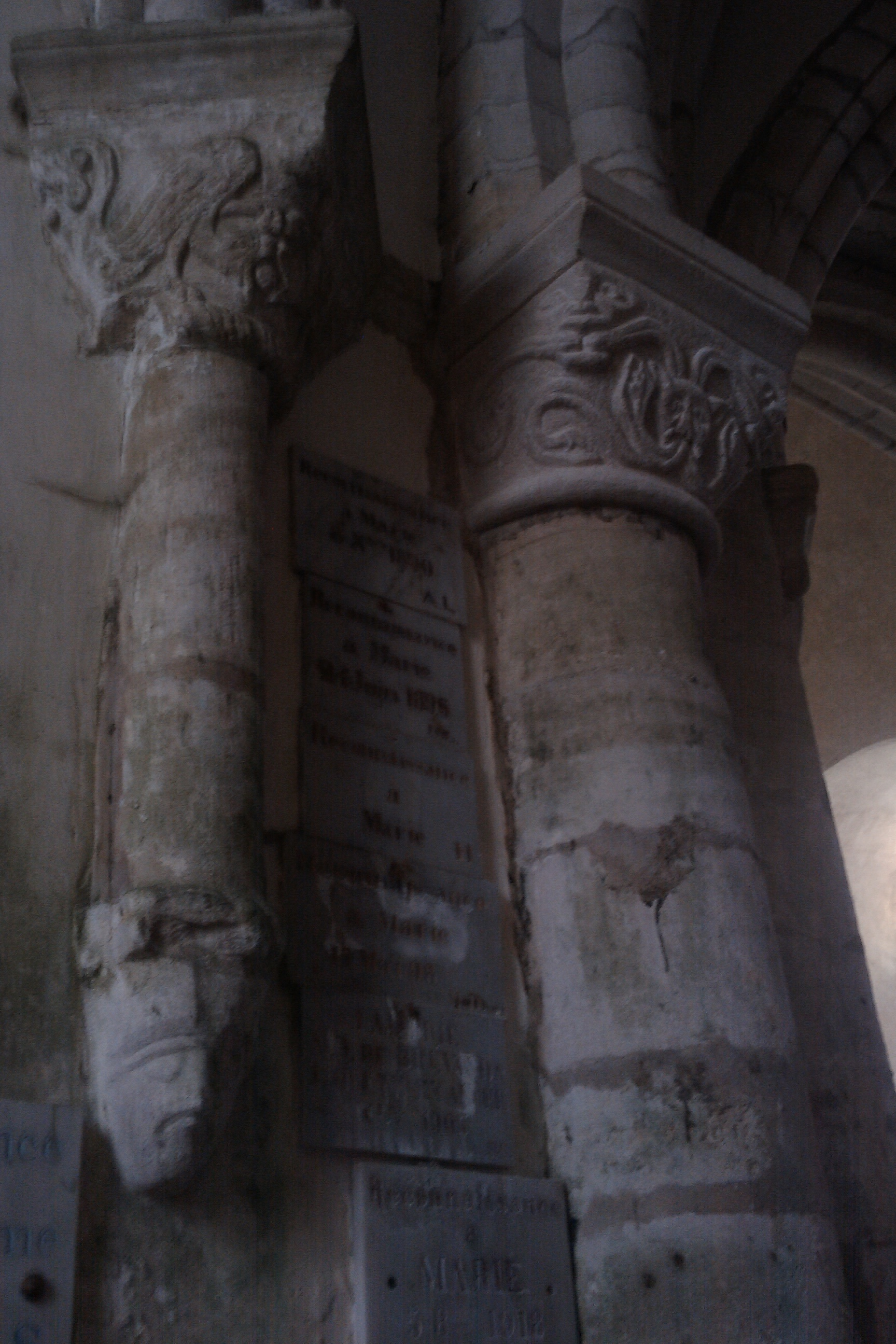
Des piles.
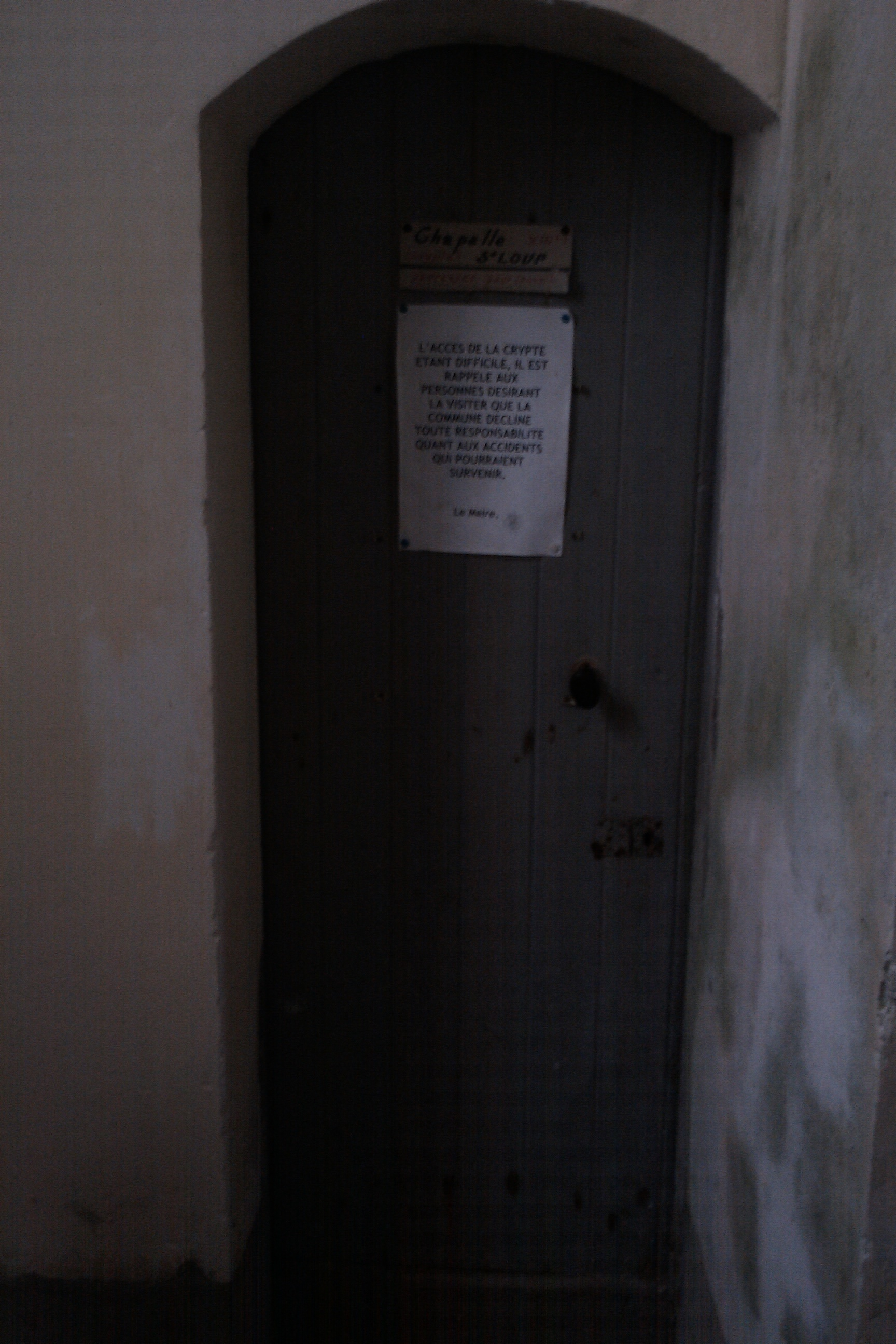
L'entrée de la crypte.
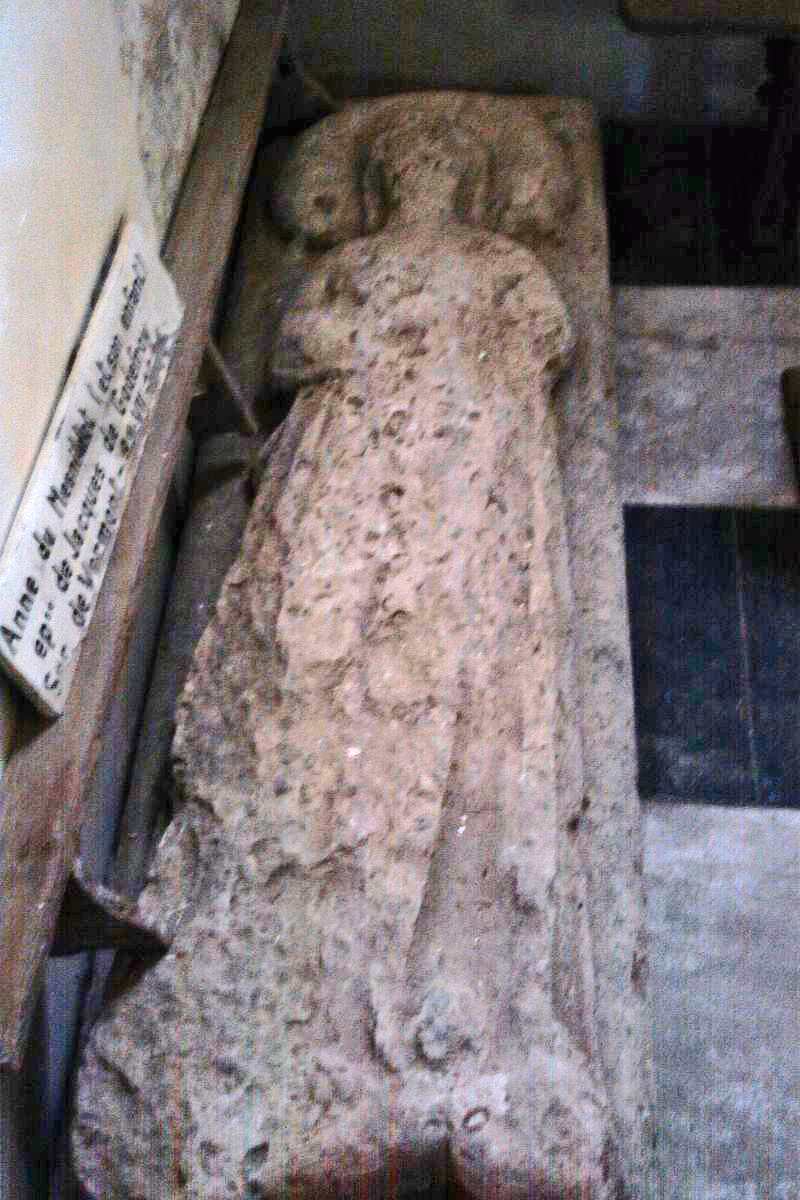
Le gisant d'Anne du Mesnildot et de son enfant.
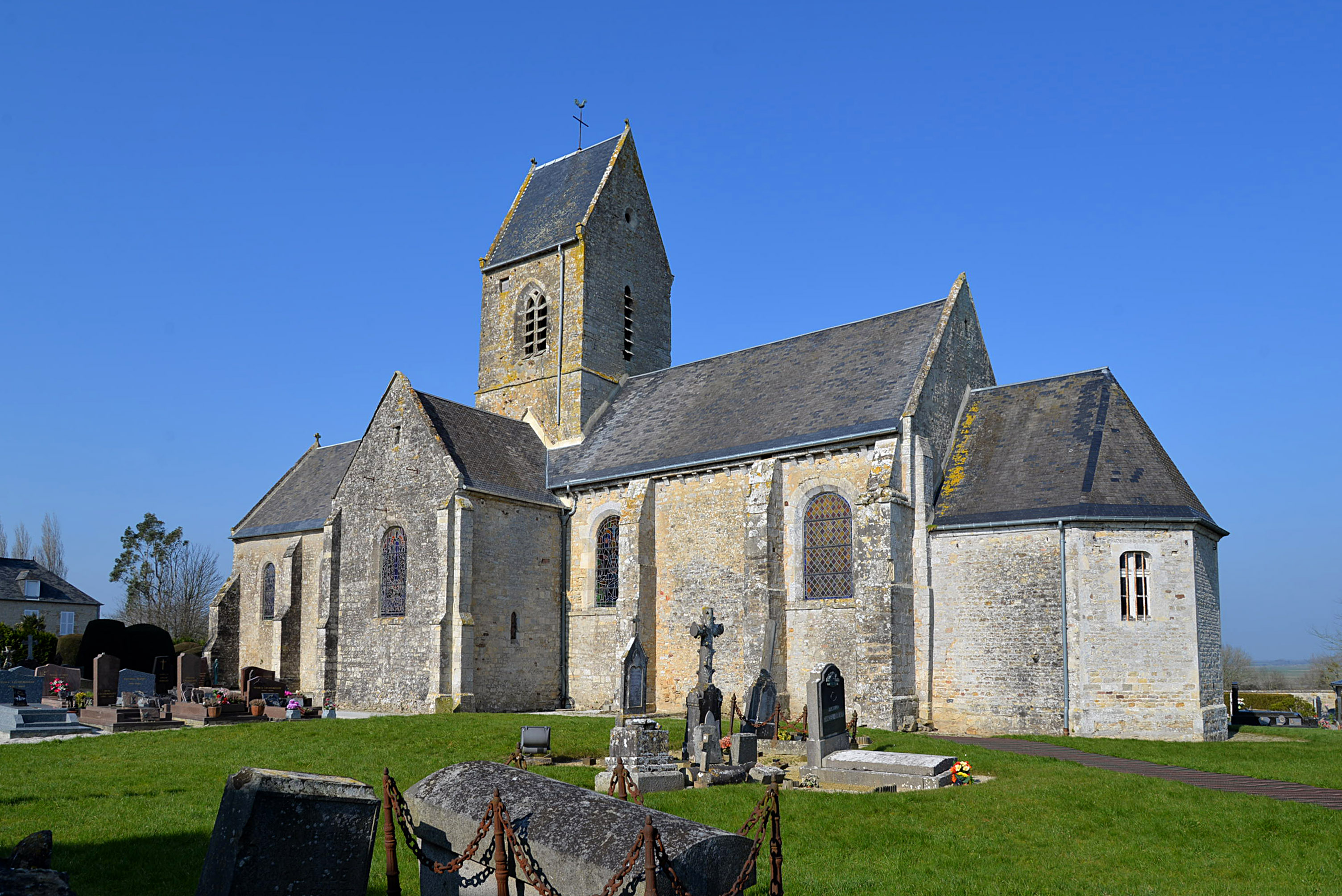
L’église Saint-Martin. Vue sud-est.
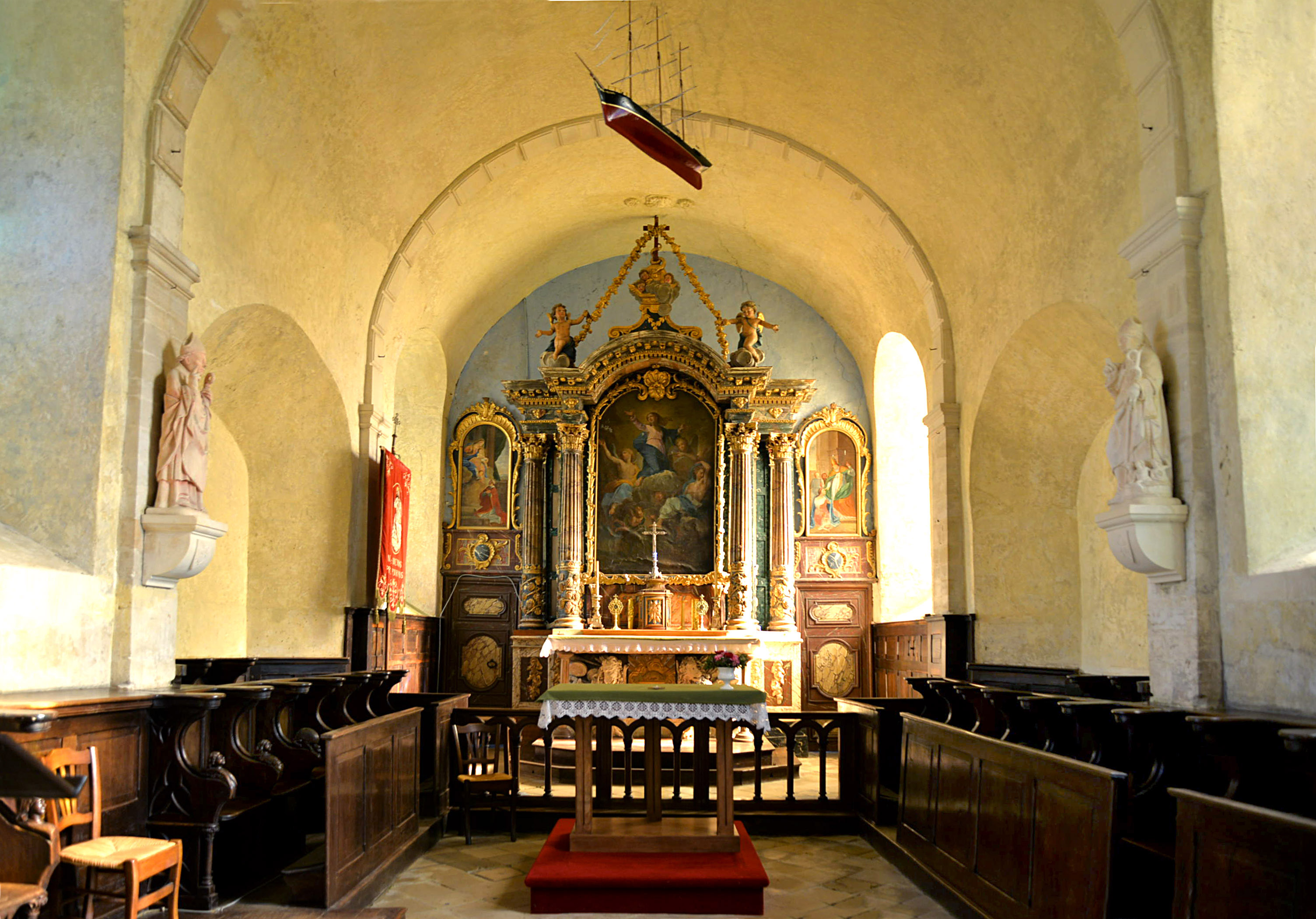
Le chœur de l’église Saint-Martin.
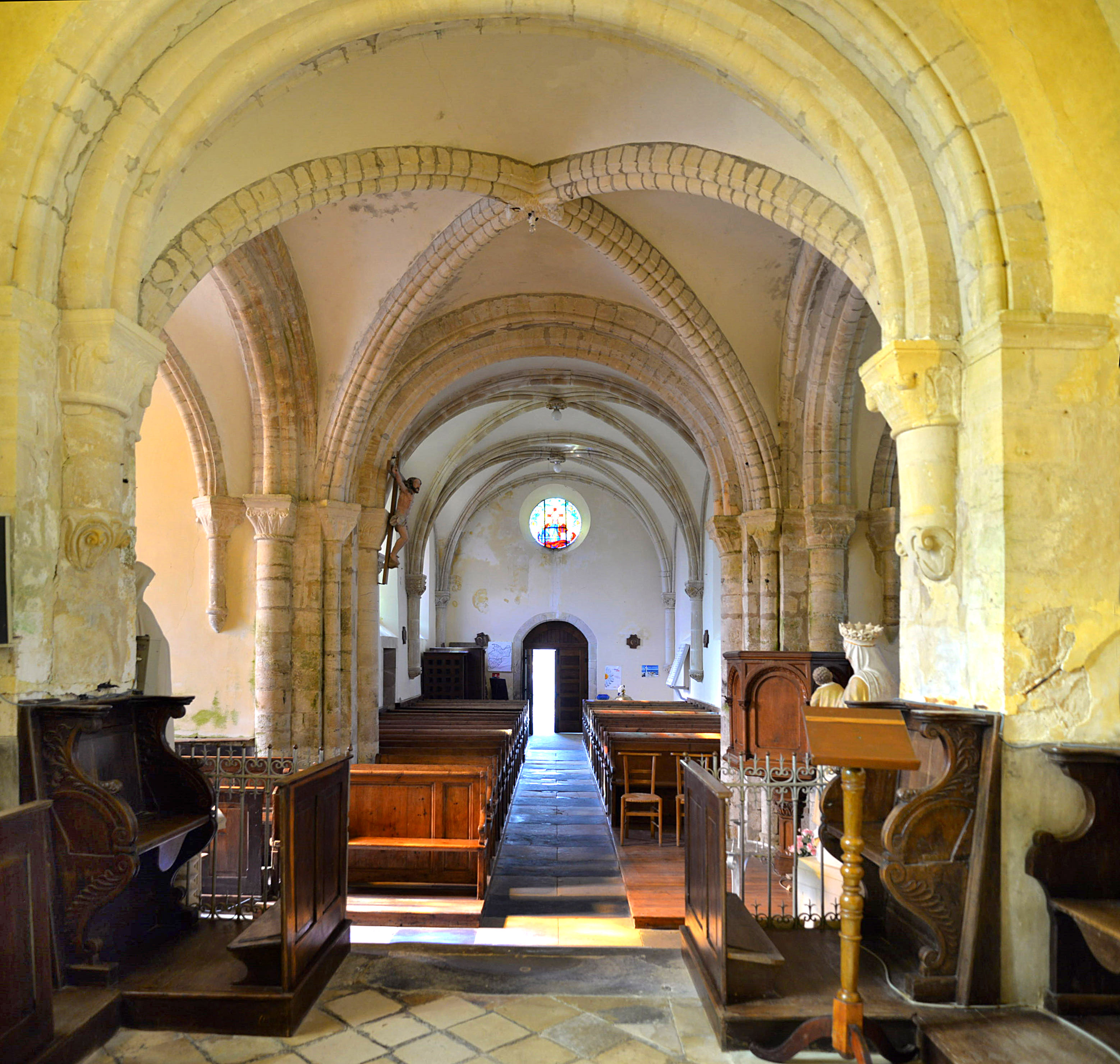
La nef de l’église Saint-Martin depuis le chœur.
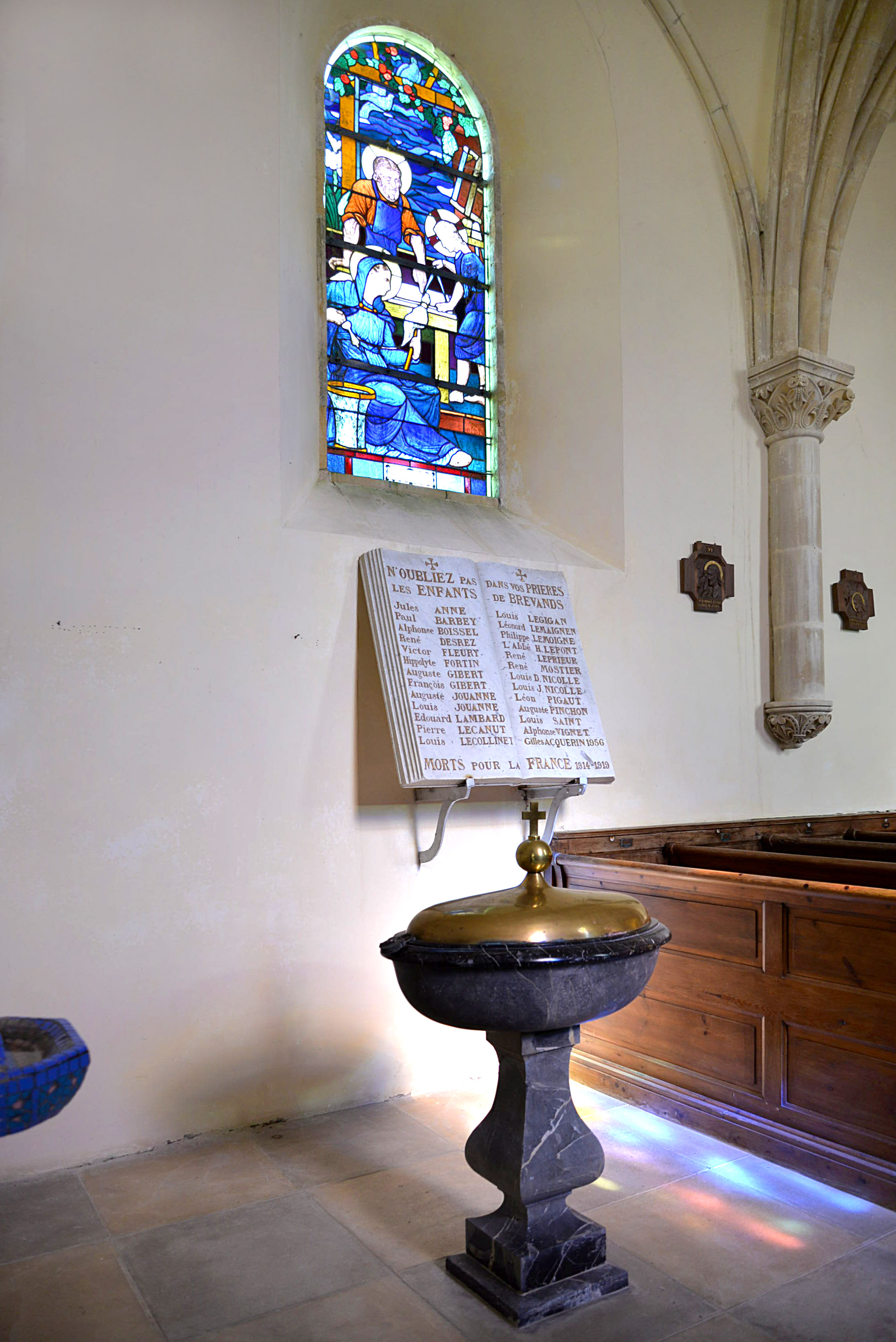
Plaque commémorative 1914-1918.

#### Autres édifices

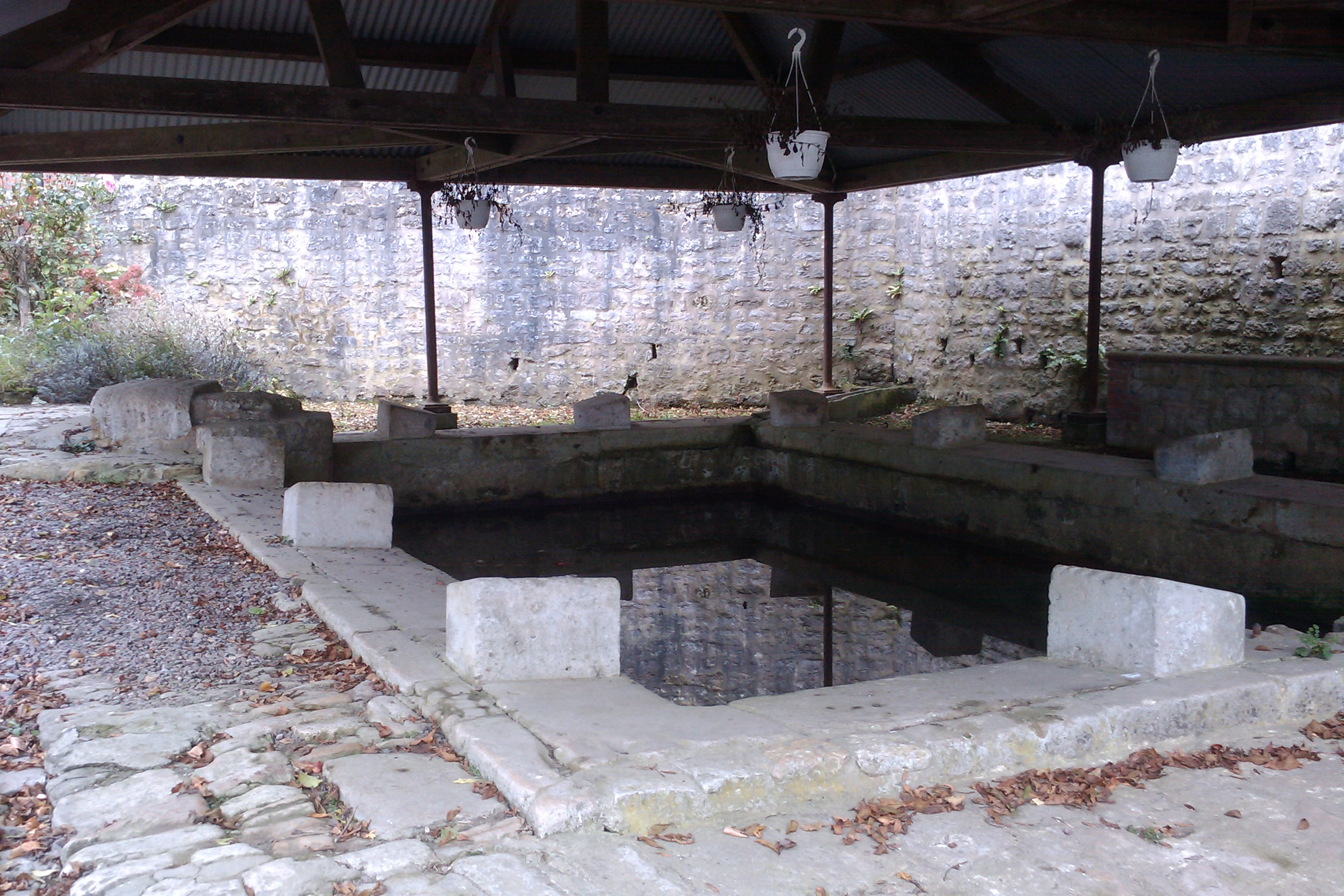
Le lavoir.

- Un lavoir entièrement restauré par les élèves d'une classe de l'école de Brévands[réf. nécessaire].
- De belles fermes-manoirs sont réparties sur la commune : la ferme de Grimarais, le Colombier des XVIe – XIXe siècles, la Gancellerie, le manoir de Vermont avec son allée y conduisant des XVIIIe – XIXe siècles, la Capitainerie, le haras du Chalet[12].
- Motte, en un lieu-dit le Jardin Guerrier[23], une tradition veut qu'il y ait eu un château. Selon Frédéric Scuvée, il subsiste une motte avec fossé[24].
- Ancien phare.

Pour mémoire
- Château de Brévands du XVIe siècle. Il fut acquis après la Révolution par Charles-François Lebrun[25], et a été détruit en 1860[12].

### Personnalités liées à la commune
Saint Fromond qui allait devenir en 674, le 14e évêque de Coutances, serait né selon la tradition à Brévands. Une fontaine située dans un champ porte toujours, par tradition, le nom de fontaine Saint-Fromond. Des restes de pierre donneraient à penser qu'une maison aurait existé.